# Luwalhati Antonino
Luwalhati Ricasa de Antonino (Upi, 22 de octubre de 1943-30 de octubre de 2023), popularmente conocida como Luwalhati Antonino, fue una política, química y funcionaria filipina.

## Biografía
Nació en Upi, Cotabato del Norte y se crio en Kiamba, provincia de Sarangani. 
Estudió química en la Universidad de Santo Tomás y una maestría en administración MBA en la Universidad de Nueva York. Fue contratada como analista económica y estadística en la Conferencia de las Naciones Unidas sobre Comercio y Desarrollo en Nueva York. 
Formó parte del Gabinete del Presidente Benigno S. Aquino III, con rango de secretaria nacional. Mientras estuvo en el Congreso, Luwalhati Antonino ocupó la presidencia del Comité de Asuntos Exteriores y la vicepresidencia del Comité de Asignaciones.
Contrajo matrimonio con el político Adelbert W. Antonino,  fue madre de Darlene y Eliza Bettina R. Antonino.